# Back in My Arms Again
Back in My Arms Again is een succesvolle hitsingle van Motowngroep The Supremes. Het nummer stond haalde namelijk de #1 positie in de VS en ook de top 40 in het Verenigd Koninkrijk. Het was de vijfde en laatste single uit de eerste reeks van #1 hits, die begon met Where Did Our Love Go. De #1 positie werd een week later overgenomen door I Can't Help Myself, een nummer van The Four Tops. Dit was voor het eerst dat de #1 positie van een Motownnummer overgenomen werd door een ander nummer van het bedrijf.
Wat bijzonder is aan de opname van dit nummer is dat het een van de eerste Motownnummers is die opgenomen is door een achtsporenrecorder. Deze was ontwikkeld door Motowns eigen personeel.
De tekst van het nummer, geschreven door H-D-H, gaat erover dat leadzangeres Diana Ross dankzij het advies van haar vrienden haar relatie moest verbreken met haar vriend, maar nu heeft ze hem weer terug. Haar vriendinnen worden ook in het nummer genoemd, als Mary en Flo. Dit stellen achtergrondzangeressen van The Supremes Mary Wilson en Florence Ballard voor.

## Bezetting
- Lead: Diana Ross
- Achtergrondzangeressen: Mary Wilson en Florence Ballard
- Instrumentatie: The Funk Brothers
- Schrijvers: Holland-Dozier-Holland
- Productie: Brian Holland en Lamont Dozier